# Dilbar Abdurahmonova
Dilbar Gʻulomovna Abdurahmonova (Moscú, 1 de mayo de 1936 – Tashkent, 20 de marzo de 2018) fue una directora de orquesta y violinista uzbeko. Fue la primera directora de orquesta mujer de Uzbekistán. Entre sus repetorio, se incluyen unas 60 obras operísticas y de ballet.

## Biografía
Abdurahmonova estudió clases de violín de 1948 a 1955, en la Escuela de Música R. Gliere Tashkent. Se graduó en el Conservatorio Estatal de Tashkent en violín en 1959 bajo la tutela de B. Titel y dirección de orquesta en 1960. Mientras estudiaba entre 1957 y 1960, trabajó como violinista en el Teatro de Ópera y danza posteriormente llamado Teatro Navoi. En 1957, aún como estudiante, participó en el Festival Mundial Juvenil de Eastudiantes de Moscú.
A principios de 1960, trabajó como directora en el Teatro Navoi En 1965, se hizo miembro Partido Comunista de la Unión Soviética (PCUS). De 1974 a 1990, fue la directora jefa y directora artísitca del teatro.
A partir de 1959, participó en eventos culturales y artísticos representando a Uzbekistán en el extranjero. Realizó giras por ciudades de la Unión Soviética y también por Egipto (1966), Alemania, Rumania, Tailandia y Singapur. En 1982, acabó sus estudios en el Departamento de Económicas y planificación teatral en el Instituto Estatal de Artes y Cultura de Uzbekistán. Dio clases de interpretación operístico en el Conservatorio Nacional de Uzbekistan as a professor.  Su última actuación fue en diciembre de 2017 y ya en febrero de 2018 fue enviado al hospital.

## Premios y distinciones

### URSS
- Artista del Pueblo de la URSS (1977).[3][4][8]
- Premio Hamza (1973).[12]
- Orden de la Amistad de los Pueblos (1986).[4][8][11]

### Uzbekistán
- Orden a la Gloria del trabajo (2001).[13][4][8]